# Guillem Guifré
Guillem Guifré de Cerdanya (zm. 1075) – biskup Seo de Urgel do 1075 roku.
W 1068 uczestniczył w synodzie w Gironie.
Zamordowany w styczniu 1075.